# ATP Cup 2021
Der ATP Cup 2021 war ein Tennis-Mannschaftsturnier der Herren, das auf Hartplatz gespielt wurde. Es war die zweite Auflage des Turniers, die vom 2. bis 7. Februar 2021 stattfand und Teil der ATP Tour 2021 war. Gespielt wurde aufgrund der Coronavirus-Pandemie lediglich in Melbourne, im Melbourne Park, mit einem reduzierten Teilnehmerfeld von 12 Nationen. In derselben Woche fanden parallel an gleicher Stelle die Great Ocean Road Open sowie die Murray River Open statt. Diese zählten beide zur Kategorie ATP Tour 250.
Die russische Auswahl, bestehend aus Daniil Medwedew, Andrei Rubljow, Jewgeni Donskoi und Aslan Karazew, besiegte im Finale Italien mit 2:0. Rubljow gewann mit 6:1, 6:2 gegen Fabio Fognini, ehe Medwedew den Sieg Russlands mit einem weiteren 2:0-Sieg (6:4, 6:2), diesmal gehen Matteo Berrettini, perfekt machte. Das abschließende Doppel wurde nicht mehr ausgetragen, da nach den beiden Einzeln die Entscheidung über den Sieger des Turniers bereits gefallen war.
Gewinner der ersten Austragung im Vorjahr wurde Serbien, das die spanische Mannschaft im Finale mit 2:1 besiegte.

## Modus
Insgesamt qualifizierten sich 12 Nationen für das Turnier, die auf vier Gruppen à drei Mannschaften aufgeteilt wurden. Die Mannschaften qualifizierten sich über die ATP-Weltrangliste ausgehend vom bestplatzierten Spieler einer Nation. Um als Nation zum Turnier zulassungsberechtigt gewesen zu sein, musste sie mindestens drei Spieler in der Weltrangliste notiert haben, zwei davon mit einer Platzierung im Einzel. Sollte sich der Gastgeber nicht qualifiziert haben, bekam er eine Wildcard.
Die Mannschaften traten in der Gruppenphase zweimal im Einzel und einmal im Doppel gegeneinander an. Die Aufeinandertreffen folgten jeweils einer festgelegten Reihenfolge: Zunächst trafen die zweitbesten Einzelspieler eines jeden Teams aufeinander, daraufhin die besten Einzelspieler. Zuletzt folgte, auch wenn ein Team bereits uneinholbar in Führung lag, ein Doppel. Die vier Gruppensieger qualifizierten sich für das Halbfinale, wo die K.-o.-Phase begann.

## Weltranglistenpunkte
Beim ATP Cup wurden Weltranglistenpunkte vergeben. Während im Einzel die Anzahl der möglichen Punkte von der Ranglistenposition des Gegners abhing, spielte die Position der Gegner im Doppel keine Rolle.
| Spielform | Weltranglistenposition | Runde        | Punkte pro Sieg gegen entsprechend in der Weltrangliste geführten Gegner | Punkte pro Sieg gegen entsprechend in der Weltrangliste geführten Gegner | Punkte pro Sieg gegen entsprechend in der Weltrangliste geführten Gegner | Punkte pro Sieg gegen entsprechend in der Weltrangliste geführten Gegner | Punkte pro Sieg gegen entsprechend in der Weltrangliste geführten Gegner | Punkte pro Sieg gegen entsprechend in der Weltrangliste geführten Gegner | Punkte pro Sieg gegen entsprechend in der Weltrangliste geführten Gegner |
| Spielform | Weltranglistenposition | Runde        | Nr. 1–10                                                                 | Nr. 11–20                                                                | Nr. 21–30                                                                | Nr. 31–50                                                                | Nr. 51–100                                                               | Nr. 101–250                                                              | Nr. 251+                                                                 |
| --------- | ---------------------- | ------------ | ------------------------------------------------------------------------ | ------------------------------------------------------------------------ | ------------------------------------------------------------------------ | ------------------------------------------------------------------------ | ------------------------------------------------------------------------ | ------------------------------------------------------------------------ | ------------------------------------------------------------------------ |
| Einzel    | Nr. 1–250              | Finale       | 220                                                                      | 180                                                                      | 140                                                                      | 100                                                                      | 75                                                                       | 45                                                                       | 30                                                                       |
| Einzel    | Nr. 1–250              | Halbfinale   | 150                                                                      | 130                                                                      | 100                                                                      | 70                                                                       | 45                                                                       | 30                                                                       | 20                                                                       |
| Einzel    | Nr. 1–250              | Gruppenphase | 75                                                                       | 65                                                                       | 50                                                                       | 35                                                                       | 25                                                                       | 20                                                                       | 15                                                                       |
| Einzel    | Nr. 251+               | Finale       | 55                                                                       | 55                                                                       | 55                                                                       | 55                                                                       | 55                                                                       | 45                                                                       | 30                                                                       |
| Einzel    | Nr. 251+               | Halbfinale   | 45                                                                       | 45                                                                       | 45                                                                       | 45                                                                       | 45                                                                       | 30                                                                       | 20                                                                       |
| Einzel    | Nr. 251+               | Gruppenphase | 25                                                                       | 25                                                                       | 25                                                                       | 25                                                                       | 25                                                                       | 15                                                                       | 10                                                                       |
| Doppel    | Irrelevant             | Finale       | 100                                                                      | 100                                                                      | 100                                                                      | 100                                                                      | 100                                                                      | 100                                                                      | 100                                                                      |
| Doppel    | Irrelevant             | Halbfinale   | 75                                                                       | 75                                                                       | 75                                                                       | 75                                                                       | 75                                                                       | 75                                                                       | 75                                                                       |
| Doppel    | Irrelevant             | Gruppenphase | 50                                                                       | 50                                                                       | 50                                                                       | 50                                                                       | 50                                                                       | 50                                                                       | 50                                                                       |

## Vorrunde

### Gruppe A

#### Tabelle
| Pos. | Nation      | Bilanz | Matches | Sätze | Spiele |
| ---- | ----------- | ------ | ------- | ----- | ------ |
| 1    | Deutschland | 2:0    | 4:2     | 10:7  | 88:87  |
| 2    | Serbien     | 1:1    | 3:3     | 8:7   | 80:75  |
| 3    | Kanada      | 0:2    | 2:4     | 5:9   | 75:81  |

#### Ergebnisse
Serbien – Kanada
| \| 2 1 \| Austragungsort: Melbourne Datum: 2. Februar 2021 Spieloberfläche: Hartplatz \| |                                                                             |           |
| Spieler                                                                                  | Spieler                                                                     | Ergebnis  |
| Dušan Lajović                                                                            | Milos Raonic                                                                | 3:6, 4:6  |
| Novak Đoković                                                                            | Denis Shapovalov                                                            | 7:5, 7:5  |
| Novak Đoković Filip Krajinović                                                           | Milos Raonic Denis Shapovalov                                               | 7:5, 7:64 |
| 2 1                                                                                      | Austragungsort: Melbourne Datum: 2. Februar 2021 Spieloberfläche: Hartplatz |           |

Deutschland – Kanada
| \| 2 1 \| Austragungsort: Melbourne Datum: 3. Februar 2021 Spieloberfläche: Hartplatz \| |                                                                             |                    |
| Spieler                                                                                  | Spieler                                                                     | Ergebnis           |
| Jan-Lennard Struff                                                                       | Milos Raonic                                                                | 7:64, 7:62         |
| Alexander Zverev                                                                         | Denis Shapovalov                                                            | 6:75, 6:3, 7:64    |
| Kevin Krawietz Jan-Lennard Struff                                                        | Steven Diez Peter Polansky                                                  | 6:74, 7:66, [3:10] |
| 2 1                                                                                      | Austragungsort: Melbourne Datum: 3. Februar 2021 Spieloberfläche: Hartplatz |                    |

Serbien – Deutschland
| \| 1 2 \| Austragungsort: Melbourne Datum: 5. Februar 2021 Spieloberfläche: Hartplatz \| |                                                                             |                   |
| Spieler                                                                                  | Spieler                                                                     | Ergebnis          |
| Dušan Lajović                                                                            | Jan-Lennard Struff                                                          | 6:3, 3:6, 4:6     |
| Novak Đoković                                                                            | Alexander Zverev                                                            | 6:73, 6:2, 7:5    |
| Nikola Čačić Novak Đoković                                                               | Jan-Lennard Struff Alexander Zverev                                         | 6:74, 7:5, [7:10] |
| 1 2                                                                                      | Austragungsort: Melbourne Datum: 5. Februar 2021 Spieloberfläche: Hartplatz |                   |

### Gruppe B

#### Tabelle
| Pos. | Nation       | Bilanz | Matches | Sätze | Spiele |
| ---- | ------------ | ------ | ------- | ----- | ------ |
| 1    | Spanien      | 1:1    | 4:2     | 8:3   | 63:50  |
| 2    | Griechenland | 1:1    | 3:3     | 5:6   | 48:53  |
| 3    | Australien   | 1:1    | 2:4     | 5:9   | 60:68  |

#### Ergebnisse
Spanien – Australien
| \| 3 0 \| Austragungsort: Melbourne Datum: 2. Februar 2021 Spieloberfläche: Hartplatz \| |                                                                             |               |
| Spieler                                                                                  | Spieler                                                                     | Ergebnis      |
| Pablo Carreño Busta                                                                      | John Millman                                                                | 6:2, 6:4      |
| Roberto Bautista Agut                                                                    | Alex de Minaur                                                              | 4:6, 6:4, 6:4 |
| Pablo Carreño Busta Marcel Granollers                                                    | John Peers Luke Saville                                                     | 6:4, 7:5      |
| 3 0                                                                                      | Austragungsort: Melbourne Datum: 2. Februar 2021 Spieloberfläche: Hartplatz |               |

Griechenland – Australien
| \| 1 2 \| Austragungsort: Melbourne Datum: 3. Februar 2021 Spieloberfläche: Hartplatz \| |                                                                             |                  |
| Spieler                                                                                  | Spieler                                                                     | Ergebnis         |
| Michail Pervolarakis                                                                     | John Millman                                                                | 2:6, 3:6         |
| Stefanos Tsitsipas                                                                       | Alex de Minaur                                                              | 6:3, 7:5         |
| Michail Pervolarakis Stefanos Tsitsipas                                                  | John Peers Luke Saville                                                     | 3:6, 6:4, [5:10] |
| 1 2                                                                                      | Austragungsort: Melbourne Datum: 3. Februar 2021 Spieloberfläche: Hartplatz |                  |

Spanien – Griechenland
| \| 1 2 \| Austragungsort: Melbourne Datum: 5. Februar 2021 Spieloberfläche: Hartplatz \| |                                                                             |            |
| Spieler                                                                                  | Spieler                                                                     | Ergebnis   |
| Pablo Carreño Busta                                                                      | Michail Pervolarakis                                                        | 6:3, 6:4   |
| Roberto Bautista Agut                                                                    | Stefanos Tsitsipas                                                          | 5:7, 5:7   |
| Pablo Carreño Busta Marcel Granollers                                                    | Michail Pervolarakis Stefanos Tsitsipas                                     | 0:1 aufgg. |
| 1 2                                                                                      | Austragungsort: Melbourne Datum: 5. Februar 2021 Spieloberfläche: Hartplatz |            |

### Gruppe C

#### Tabelle
| Pos. | Nation     | Bilanz | Matches | Sätze | Spiele |
| ---- | ---------- | ------ | ------- | ----- | ------ |
| 1    | Italien    | 2:0    | 4:2     | 8:4   | 61:48  |
| 2    | Frankreich | 1:1    | 3:3     | 6:4   | 50:46  |
| 3    | Österreich | 0:2    | 2:4     | 2:8   | 37:54  |

#### Ergebnisse
Österreich – Italien
| \| 1 2 \| Austragungsort: Melbourne Datum: 2. Februar 2021 Spieloberfläche: Hartplatz \| |                                                                             |          |
| Spieler                                                                                  | Spieler                                                                     | Ergebnis |
| Dennis Novak                                                                             | Fabio Fognini                                                               | 6:3, 6:2 |
| Dominic Thiem                                                                            | Matteo Berrettini                                                           | 2:6, 4:6 |
| Dennis Novak Dominic Thiem                                                               | Matteo Berrettini Fabio Fognini                                             | 1:6, 4:6 |
| 1 2                                                                                      | Austragungsort: Melbourne Datum: 2. Februar 2021 Spieloberfläche: Hartplatz |          |

Italien – Frankreich
| \| 2 1 \| Austragungsort: Melbourne Datum: 3. Februar 2021 Spieloberfläche: Hartplatz \| |                                                                             |           |
| Spieler                                                                                  | Spieler                                                                     | Ergebnis  |
| Fabio Fognini                                                                            | Benoît Paire                                                                | 6:1, 7:62 |
| Matteo Berrettini                                                                        | Gaël Monfils                                                                | 6:4, 6:2  |
| Simone Bolelli Andrea Vavassori                                                          | Nicolas Mahut Édouard Roger-Vasselin                                        | 3:6, 4:6  |
| 2 1                                                                                      | Austragungsort: Melbourne Datum: 3. Februar 2021 Spieloberfläche: Hartplatz |           |

Österreich – Frankreich
| \| 1 2 \| Austragungsort: Melbourne Datum: 5. Februar 2021 Spieloberfläche: Hartplatz \| |                                                                             |           |
| Spieler                                                                                  | Spieler                                                                     | Ergebnis  |
| Dennis Novak                                                                             | Nicolas Mahut                                                               | 6:72, 2:6 |
| Dominic Thiem                                                                            | Benoît Paire                                                                | 6:1, r    |
| Philipp Oswald Sam Weissborn                                                             | Nicolas Mahut Édouard Roger-Vasselin                                        | 3:6, 3:6  |
| 1 2                                                                                      | Austragungsort: Melbourne Datum: 5. Februar 2021 Spieloberfläche: Hartplatz |           |

### Gruppe D

#### Tabelle
| Pos. | Nation      | Bilanz | Matches | Sätze | Spiele |
| ---- | ----------- | ------ | ------- | ----- | ------ |
| 1    | Russland    | 2:0    | 4:2     | 9:4   | 68:45  |
| 2    | Argentinien | 1:1    | 3:2     | 9:5   | 67:56  |
| 3    | Japan       | 0:2    | 1:4     | 3:12  | 42:76  |

#### Ergebnisse
Russland – Argentinien
| \| 2 1 \| Austragungsort: Melbourne Datum: 2. Februar 2021 Spieloberfläche: Hartplatz \| |                                                                             |           |
| Spieler                                                                                  | Spieler                                                                     | Ergebnis  |
| Andrei Rubljow                                                                           | Guido Pella                                                                 | 6:1, 6:2  |
| Daniil Medwedew                                                                          | Diego Schwartzman                                                           | 7:5, 6:3  |
| Andrei Rubljow Aslan Karazew                                                             | Máximo González Horacio Zeballos                                            | 4:6, 6:74 |
| 2 1                                                                                      | Austragungsort: Melbourne Datum: 2. Februar 2021 Spieloberfläche: Hartplatz |           |

Russland – Japan
| \| 2 1 \| Austragungsort: Melbourne Datum: 3. Februar 2021 Spieloberfläche: Hartplatz \| |                                                                             |                   |
| Spieler                                                                                  | Spieler                                                                     | Ergebnis          |
| Andrei Rubljow                                                                           | Yoshihito Nishioka                                                          | 6:1, 6:3          |
| Daniil Medwedew                                                                          | Kei Nishikori                                                               | 6:2, 6:4          |
| Jewgeni Donskoi Aslan Karazew                                                            | Ben McLachlan Yoshihito Nishioka                                            | 6:4, 3:6, [10:12] |
| 2 1                                                                                      | Austragungsort: Melbourne Datum: 3. Februar 2021 Spieloberfläche: Hartplatz |                   |

Argentinien – Japan
| \| 3 0 \| Austragungsort: Melbourne Datum: 6. Februar 2021 Spieloberfläche: Hartplatz \| |                                                                             |                |
| Spieler                                                                                  | Spieler                                                                     | Ergebnis       |
| Guido Pella                                                                              | Yoshihito Nishioka                                                          | 6:3, 7:64      |
| Diego Schwartzman                                                                        | Kei Nishikori                                                               | 6:1, 6:74, 6:0 |
| Máximo González Horacio Zeballos                                                         | Ben McLachlan Yoshihito Nishioka                                            | 6:2, 6:2       |
| 3 0                                                                                      | Austragungsort: Melbourne Datum: 6. Februar 2021 Spieloberfläche: Hartplatz |                |

## Finalrunde
|  | Halbfinale 6. Februar 2021 | Halbfinale 6. Februar 2021 | Halbfinale 6. Februar 2021 |  |  | Finale 7. Februar 2021 | Finale 7. Februar 2021 | Finale 7. Februar 2021 |
|  |                            |                            |                            |  |  |                        |                        |                        |
|  |                            |                            |                            |  |  |                        |                        |                        |
|  |                            | Deutschland                | 1                          |  |  |                        |                        |                        |
|  |                            | Russland                   | 2                          |  |  |                        |                        |                        |
|  |                            |                            |                            |  |  |                        | Russland               | 2                      |
|  |                            |                            |                            |  |  |                        | Italien                | 0                      |
|  |                            | Italien                    | 3                          |  |  |                        |                        |                        |
|  |                            | Spanien                    | 0                          |  |  |                        |                        |                        |
|  |                            |                            |                            |  |  |                        |                        |                        |

### Halbfinale
Deutschland – Russland
| \| 1 2 \| Austragungsort: Melbourne Datum: 6. Februar 2021 Spieloberfläche: Hartplatz \| |                                                                             |               |
| Spieler                                                                                  | Spieler                                                                     | Ergebnis      |
| Jan-Lennard Struff                                                                       | Andrei Rubljow                                                              | 6:3, 1:6, 2:6 |
| Alexander Zverev                                                                         | Daniil Medwedew                                                             | 6:3, 3:6, 5:7 |
| Kevin Krawietz Jan-Lennard Struff                                                        | Jewgeni Donskoi Aslan Karazew                                               | 6:3, 7:62     |
| 1 2                                                                                      | Austragungsort: Melbourne Datum: 6. Februar 2021 Spieloberfläche: Hartplatz |               |

Italien – Spanien
| \| 3 0 \| Austragungsort: Melbourne Datum: 6. Februar 2021 Spieloberfläche: Hartplatz \| |                                                                             |               |
| Spieler                                                                                  | Spieler                                                                     | Ergebnis      |
| Fabio Fognini                                                                            | Pablo Carreño Busta                                                         | 6:2, 1:6, 6:4 |
| Matteo Berrettini                                                                        | Roberto Bautista Agut                                                       | 6:3, 7:5      |
| Simone Bolelli Andrea Vavassori                                                          | Pablo Carreño Busta Marcel Granollers                                       | w.o.          |
| 3 0                                                                                      | Austragungsort: Melbourne Datum: 6. Februar 2021 Spieloberfläche: Hartplatz |               |

### Finale
Russland – Italien
| \| 2 0 \| Austragungsort: Melbourne Datum: 7. Februar 2021 Spieloberfläche: Hartplatz \| |                                                                             |          |
| Spieler                                                                                  | Spieler                                                                     | Ergebnis |
| Andrei Rubljow                                                                           | Fabio Fognini                                                               | 6:1, 6:2 |
| Daniil Medwedew                                                                          | Matteo Berrettini                                                           | 6:4, 6:2 |
| Jewgeni Donskoi Aslan Karazew                                                            | Simone Bolelli Andrea Vavassori                                             | abgesagt |
| 2 0                                                                                      | Austragungsort: Melbourne Datum: 7. Februar 2021 Spieloberfläche: Hartplatz |          |